# Marco Parodi
Marco Parodi (Sanremo, 1º marzo 1943 – Genova, 14 settembre 2019) è stato un regista italiano.

## Biografia
Marco Parodi debutta come regista teatrale negli Orazi e Curiazi di Brecht nel 1968 a Genova, a cui fa seguito la commedia Fuente Ovejuna di Lope de Vega nel 1970 e, sempre di de Vega, la messa in scena de Il genovese liberale nel 1971, di cui la Rai documenterà la storica rappresentazione itinerante nel centro storico di Genova in un filmato intitolato la famosa commedia del genovese liberale cronaca di uno spettacolo di piazza. Del 1975 è la messa in scena del Tingeltangel di Karl Valentin, e del 1976 Le nozze piccolo borghesi di Brecht.
Seguono numerose regie tra le quali Amleto in trattoria di Achille Campanile al Teatro Stabile di Genova, La bisbetica domata di Shakespeare a Borgio Verezzi, Questa sera si recita a soggetto di Pirandello, Cafè Feydeau di Feydeau, Ciò che vide il maggiordomo di Orton.
Fra i premi ricevuti c'è il Prix Italia per la regia radiofonica nel 1980, vinto per il dramma Il bambino della strega.
Muore all'ospedale Gaslini di Genova, il 14 settembre 2019 a 76 anni dopo una improvvisa malattia.

## Filmografia

### Regista
- Brecht in America (1973)
- La locandiera di Sampierdarena (1973)
- La bisbetica domata (1983)
- La maschera e il volto (1984)
- I padroni dell'estate (1986)

## Riconoscimenti
- Prix Italia 1980
  - Regia radiofonica, Il bambino della strega[3][5]